# Bernard Ouchard
Bernard Ouchard (Mirecourt, 15 febbraio 1925 – Vittel, 2 giugno 1979) è stato un archettaio francese.
Insegnante presso la scuola di liuteria e archetteria di Mirecourt, è considerato uno degli ultimi maestri "storici" della scuola d'archetteria francese.

## Biografia
Figlio di Émile Auguste Ouchard (nipote quindi di Émile François Ouchard) e di Andrée Marie-Charlotte Petot, imparò le basi dell'archetteria con il padre nel 1938, spostandosi poi a Parigi nel 1941. Chiamato alle armi durante la seconda guerra mondiale, tornò a Parigi al termine del conflitto nel 1945. Quando il padre si trasferì a New York nel 1946 lui, anche per una certa differenza caratteriale, preferì non seguirlo e si spostò invece a Ginevra nel 1949, lavorando per ventidue anni con Pierre Vidoudez.
Lavorando in un grande laboratorio, non in proprio e senza la pressione dalla necessità di una serrata produzione commerciale, studiò  e svolse un lavoro di ricerca sui maestri del passato, come Tourte e Peccatte, recuperando molto del loro patrimonio tecnico.
Tornò in Francia nel 1971, quando gli venne offerta la cattedra di archetteria presso la scuola di liuteria e archetteria di Mirecourt. Da quel momento si dedicò principalmente all'insegnamento e la sua produzione diminuì sensibilmente. A Mirecourt diede nuovo impulso alla scuola d'archetteria ed ebbe tra i suoi allievi Benoît Rolland, Jean-François Raffin e Stephane Thomachot.
Ouchard morì di malattia a Vittel il 2 giugno 1979.

## Caratteristiche
I suoi archi, principalmente bacchette ottagonali, hanno eleganti proporzioni con una curva centrata alla metà della bacchetta e meno accentuata verso la testina, che di conseguenza ha una forma più squadrata rispetto alla più moderna scuola Sartory. Queste caratteristiche ricalcano quelle di Peccatte, attentamente studiato da Ouchard. I suoi archetti sono tipicamente timbrati con il suo solo cognome oppure riportano il marchio di Vidoudez.